# Cryptops angolensis
Cryptops angolensis är en mångfotingart som beskrevs av Machado 1951. Cryptops angolensis ingår i släktet Cryptops och familjen Cryptopidae.
Artens utbredningsområde är Angola. Inga underarter finns listade i Catalogue of Life.